# Nužna obrana
Nužna obrana jedno je od temeljnih ili prirodnih prava čovjeka. Nekada se država nije brinula o zaštiti prava pojedinaca preko svojih institucija, nego je sankciju smio izreći i provoditi sam oštećeni. Po načelu taliona on ju je mogao izvršiti na osobi ili imovini dužnika (štetnika).
U staleškom društvu radi se i o ugledu staleža ili zanimanja koje oštećeni obavlja. 
Čast se smatra obilježjem i privilegijom viših slojeva, i to aristokracije, a i vojničkog zanimanja. Ona je i danas prisutna u nekim profesijama (časnici, znanstvenici) te u shvaćanju međunarodnih odnosa.
Danas je institut nužne obrane od posebne važnosti za kazneno pravo, jer nisu rijetke situacije da se neka osoba ili pravni subjekt mora braniti od protupravnog napada na život, tijelo ili imovinu. Ako su ta dobra neposredno ugrožena, može se primijeniti i sila s ciljem da se takav napad odbije ili spriječi. Bitno je pri tome da napad ima protupravni karakter, te nije dopuštena obrana od postupaka službenih osoba (npr. pri uhićenju). Učinci naše obrane od napada moraju se nalaziti u razumnom razmjeru prema opasnosti koja je prijetila – u suprotnom dolazi do odgovornosti (prekoračenja nužne obrane).